# Hangonsaari (ö i Kajanaland)
Hangonsaari är en ö i Finland. Den ligger i sjön Kivesjärvi och i kommunen Paldamo i den ekonomiska regionen  Kajana ekonomiska region  och landskapet Kajanaland, i den centrala delen av landet, 500 km norr om huvudstaden Helsingfors. Öns area är 74,5 hektar och dess största längd är 1,7 kilometer i öst-västlig riktning.